# Floribert Chebeya
Floribert Chebeya Bahizire, född 13 september 1963 i Bukavu, död 2 juni 2010 i Kinshasa, var en ledande människorättsaktivist i Kongo-Kinshasa. Han grundade människorättsgruppen Voix des sans voix ("Röst för de stumma"), och tilldelades 1993 Reebok Human Rights Award. Under de senaste två årtiondena hade han på grund av sitt arbete med mänskliga rättigheter vid flera tillfällen gripits, häktats och hotats av säkerhetstjänsten.
Chebeya hittades död i sin bil, bunden i baksätet, på onsdagen den 2 juni 2010.  Han hade blivit kallad till ett möte med Kongo-Kinshasas högste polischef på tisdagen, men det är oklart om mötet ägde rum. Såväl Förenta nationerna, Europeiska unionen, USA som ett femtiotal organisationer för mänskliga rättigheter krävde att Kongo-Kinshasas president Joseph Kabila skulle genomföra en oberoende utredning för att lösa mordet. Landets polischef stängdes av och flera poliser greps i utredningen. I juni 2011 dömdes fyra poliser till döden för mordet, en fängslades på livstid och tre åtalade poliser friades.
Den 22 september 2021 började en ny rättegång för två av de dömda.